# Davit Bolkvadze
Davit Bolkvadze (in georgiano დავით ბოლქვაძე?; Tbilisi, 5 giugno 1980) è un ex calciatore georgiano, di ruolo centrocampista.

## Carriera

### Nazionale
Nel 2007 ha giocato una partita nella nazionale georgiana.

## Palmarès

### Club

#### Competizioni nazionali
- Campionato georgiano: 1

Sioni Bolnisi: 2005-2006
- Coppa di Georgia: 1

Ameri Tbilisi: 2006-2007
- Supercoppa di Georgia: 3

Ameri Tbilisi: 2006, 2007
Olimpi Rustavi: 2010
- Erovnuli Liga 2: 1

Merani Tbilisi: 2019